# Haki Blloshmi
Haki Blloshmi (ur. styczeń 1904 w Bërzeshcie, zm. prawdopodobnie 7 marca 1944 roku w Dunicë) – albański filozof, działacz organizacji Balli Kombëtar.

## Życiorys
Swoją edukację rozpoczął w Korczy podczas I wojny światowej.
W 1918 roku wyemigrował do Stanów Zjednoczonych, gdzie kontynuował naukę; najpierw w angielskiej szkole w Bostonie, a potem w dwuletniej szkole w Chicago.
W 1922 roku został zatrudniony jako sekretarz w konsulacie generalnym Albanii w Nowym Jorku, jednak w kwietniu 1929 roku został odwołany z powodów politycznych. W międzyczasie studiował filozofię i literaturę na Uniwersytecie Bostońskim. Po nagłej śmierci brata Hakiego, Selahuddina, na prośbę rodziny wrócił do Albanii, gdzie rozpoczął pracę w Ministerstwie Spraw Wewnętrznych. Był burmistrzem miasta Librazhd. 30 września 1939 r. został mianowany burmistrzem Ballshu, a następnie naczelnikiem Gminy Graçen.
Działał w organizacji Balli Kombëtar. 7 marca 1944 roku, podczas walk z komunistyczną partyzantką we wsi Dunicë koło Pogradeca oddział dowodzony przez Blloshmiego poniósł ciężkie straty. Komuniści nakłaniali pozostałych przy życiu ballistów, aby poddali się, gwarantując im swobodny powrót do domów. Po poddaniu się wszyscy zostali rozstrzelani przez komunistów. W masakrze zginął Haki Blloshmi wraz z czterema członkami jego rodziny.

## Życie prywatne
Haki był drugim synem Hajdariego.
Miał brata Selahuddina, który miał stopień podpułkownika w albańskim wojsku.
Był żonaty, jednak nie miał dzieci.